# Mara Salvatrucha
Mara Salvatrucha eller MS-13 (ung. "Salvadoranska armémyrors gäng"; siffran 13 står för trettonde bokstaven M, som hedrar länken till Mexican Mafia - "La Eme") är ett kriminellt nätverk av gatugäng i Centralamerika och USA. Gänget består nästan enbart av latinamerikaner. De flesta medlemmar härstammar från Centralamerika: El Salvador, Nicaragua, Costa Rica, Guatemala och Honduras.
Gänget bildades i Los Angeles av salvadoranska immigranter som hade flytt från inbördeskriget i El Salvador under 1980-talet, syftande till att överleva det tuffa gänglivet på Los Angeles bakgator. Alla nya MS-medlemmar måste visa sig värdiga genom att i tretton sekunder utsättas för våldsamma slag och sparkar från en grupp MS-representanter. Vissa rekryter är så unga som 8-9 år.
De brott som MS-13 förknippas med är ofta våldsbrott, knarkrelaterade brott och rån. MS-13 anses vara ett av de farligaste gängen i världen och gängmedlemmarna finns spridda över hela världen. De flesta är däremot bosatta i Centralamerika och USA.

## Kända brott
23 juli 2003, Brenda Paz, en 17-årig kvinnlig medlem, vars döda kropp hittades i anslutning till Shenandoah River i Virginia. Brenda Paz mördades för att ha berättat för polisen om Mara Salvatruchas illegala aktiviteter. Fyra av hennes tidigare vänner blev åtalade och dömda för mordet på henne.
2004 våldtogs och mördades två unga kvinnor i Boston i USA och två MS-13-medlemmar grips för brottet.
Den 23 december 2004 inträffade ett av de mest uppmärksammade MS-13-brotten i Chamelecón, Honduras när en buss stoppades och sedan besköts med automatvapen. Incidenten ledde till 28 dödades och 14 skadades, varav de flesta var kvinnor och barn.
Den 13 maj 2006 mördades Ernesto "Smokey" Miranda, en före detta högt rankad soldat hemma i El Salvador några timmar efter att ha gått till en fest. Han hade börjat studera på högskola och arbetade för att hålla ungdomar utanför MS-13 och andra gäng.
I mitten av 2017 arresterades två medlemmar i MS-13, Miguel Alvarez-Flores och Diego Hernandez-Rivera, för kidnappning, våldtäkt och tortyr av tre tonårsflickor i över två veckor. När en av dem protesterade offrades hon till djävulen i ett satanistisk ritualmord.